# Rivière du Petit-Cloridorme
Rivière du Petit-Cloridorme är ett vattendrag i Kanada.   Det ligger i provinsen Québec, i den östra delen av landet, 900 km öster om huvudstaden Ottawa.